# Nefs Masterpiece
Het Nefs Masterpiece is een jaarlijks golftoernooi voor vrouwen in Zuid-Korea, dat deel uitmaakt van de LPGA of Korea Tour. Het werd opgericht in 2009 en vindt sindsdien telkens plaats op de Hill de Loci Country Club in Hongcheon.
Het toernooi wordt gespeeld in strokeplay-formule van vier ronden (72-holes).

## Winnaressen
| Jaar | Winnares      | Score | Score | Info                           |
| ---- | ------------- | ----- | ----- | ------------------------------ |
| 2009 | Lee Bo-mee    | 204   | –12   | 54-holes (weersomstandigheden) |
| 2010 | Ae Ham-young  | 275   | –13   |                                |
| 2011 | Eun Lee-jeong | 202   | –14   | 54-holes (weersomstandigheden) |
| 2012 | Yang Je-yoon  | 280   | –8    |                                |
| 2013 | Kim Ji-hyun   | 278   | –10   |                                |
| 2014 | Ko Jin-young  | 281   | –7    |                                |

| Toernooirecord |  | po = winnares na play-off |

 Lotte Mart Women's Open ·
 Nexen Saint Nine Masters ·
 Edaily Ladies Open ·
 Woori Ladies Championship ·
 Doosan Match Play Championship ·
 E1 Charity Open ·
 Lotte Cantata Women's Open ·
 S-OIL Champions Invitational ·
 Korea Women's Open ·
 Kumho Tire Women's Open ·
 Jeju Samdasoo Masters ·
 Hanwha Finance Classic ·
 KyoChon Honey Ladies Open ·
 Nefs Masterpiece ·
 MBN Women's Open ·
 Charity High1 Resort Open ·
 YTN-Volvik Women's Open ·
 KLPGA Championship ·
 Daewoo Classic ·
 Pak Se-ri Invitational ·
 Hite Championship ·
 LPGA KEB-HanaBank Championship ·
 KB Star Championship ·
 Seoul Ladies Classic ·
 ADT CAPS Championship ·
 Chosun Ilbo Championship ·
 China Women's Open